# 帕里濟克
49°19′40″N 36°16′20″E / 49.32778°N 36.27222°E
帕里茲克（烏克蘭語：Паризьке）是位於烏克蘭東部的村莊，由哈爾科夫州洛佐瓦區的比利亞伊夫卡市鎮負責管轄。該村始建於1850年，面積0.18平方公里，海拔高度182米，2001年人口95，人口密度每平方公里516.3人。